# Национальный парк восточной части Финского залива
Национальный парк восточной части Финского залива (фин. Itäisen Suomenlahden kansallispuisto) — островной национальный парк в Южной Финляндии общей площадью сухопутной территории 6,7 км². Был образован в 1982 году. Территория парка включает небольшие (менее 1 км²) острова, некоторые из которых покрыты лесами.
Самые крупные острова: Кильписари, Ристисаари, Улко-Таммио, Муставиири и Питкявиири. Самый восточный остров парка — Хуовари. На островах обитают редкие виды птиц и растений.
На острове Улко-Таммио со времён второй мировой войны сохранились оборонительная пещера и музейные пушки. Также на острове находится старая рыбацкая деревня Таммио.
Национальный парк восточной части Финского залива соседствует с российским Ингерманландским государственным природным заповедником.